# Instituto Nacional Penitenciario y Carcelario
El Instituto Nacional Penitenciario y Carcelario (INPEC) es un organismo público, adscrito al Ministerio de Justicia y del Derecho, responsable de la ejecución de la pena y las medidas de seguridad interpuestas por las autoridades judiciales y la atención básica de la totalidad de la población reclusa y el tratamiento orientado a la resocialización de la población condenada. Su sede principal se encuentra en Bogotá.

## Historia

### Primeras instituciones carcelarias
Se observa dentro de la evolución carcelaria, siglo XV, época de los aborígenes, que solo comunidades desarrolladas como los chibchas mostraban una legislación civil y penal de gran influencia moral para su época. Pena de muerte al homicida, vergüenza pública al cobarde, tortura al ladrón, no fue frecuente la privación de libertad y su aplicación no tuvo como criterio el castigo.
En la época de la conquista, se impusieron las leyes del conquistador: delitos, guarda de presos, tormentos, penas y perdones. El Establecimiento de Reclusión se considera como un sitio previo a la ejecución o un castigo para la población española o criolla mientras que el nativo no disponía de libertad por su carácter de vasallo.
Viene entonces la Colonia, época de la inquisición, cuando se aplicaron la confiscación, multa y prisión así como medidas eclesiásticas relacionadas con abjuración, represión, suspensión de órdenes y las penitencias. Para el cumplimiento de las penas se utilizaron las famosas mazmorras, presidios de Cartagena y Tunja; las cárceles de la Real Cárcel, la Cárcel del Divorcio, la de Zipaquirá y la de Santafé (Colegio de Nuestra Señora del Rosario), entre otras.
En la época de la Independencia con el objeto de contribuir al estado-nación se importan modelos penitenciarios franceses y españoles y para el año 1906, se organiza la primera Colonia Penal en el país, esta es ubicada en la ciudad de Acacias, Meta. Esta colonia busca iniciar el tratamiento que una persona condenada debía tener para dar cumplimiento a la ejecución de su pena, esto se hace gracias al desarrollo de trabajos propios del campo y la agricultura a campo abierto, trazando grandes avances en la infraestructura moderna de un penal de esas dimensiones.

### Oficialización del régimen carcelario
En épocas más reciente, durante el siglo XX, la Ley 35 de 1914 y el Decreto Orgánico n.º 1557 de 1914 crean la Dirección General de Prisiones; reglamentándose como entidad adscrita al Ministerio de Gobierno y posteriormente el Decreto Ley 1405 de 1934 Primer Estatuto de Régimen Penitenciario y Carcelario, reglamenta su administración y organización.
En 1940 se convierte en Departamento del Ministerio de Justicia con el nombre de "División General de Establecimientos de Detención, Penas Y Medidas de Seguridad", inició su funcionamiento con las secciones de Jurídica, Control, Planificación arquitectónica Carcelaria y la oficina de patronato. Las obligaciones del personal se reglamentaron con Resolución Ministerial n.º 1072 de 1956. En el año 1964 y mediante Decreto n.º 1817 se reforma y adiciona el Código Carcelario (Decreto Ley 1405/34) y se dictan disposiciones comunes a todos los establecimientos de detención, se creó la figura de abogado procurador, la Escuela y Carrera Penitenciaria, los Servicios de Asistencia Social Carcelaria y la Post-Penitenciaria.

### Creación del INPEC
En el año 1992 y mediante decreto n.º 2160 se fusiona la Dirección General de Prisiones con el Fondo Rotatorio del Ministerio de Justicia y la Imprenta Nacional, creandose el Instituto Nacional Penitenciario y Carcelario "INPEC", cuya naturaleza jurídica es de un establecimiento público de orden nacional, adscrito al Ministerio de Justicia y del Derecho, con personería jurídica, patrimonio independiente, descentralización administrativa y desconcentración de funciones, asegurando una gestión autónoma, eficaz e independiente para el manejo administrativo dirigido hacia la autoorganización de los recursos, lo que debe conducir a desarrollar políticas penitenciarias modernas tendientes a lograr la reinserción social como uno de los fines principales de la pena como de la Institución.
Así mismo, el 19 de agosto de 1993 se pone en marcha el nuevo Código Penitenciario y Carcelario, dándose un paso importante en la modernización de la justicia y la actualización de las normas penitenciarias, acordes con las nuevas Instituciones del Estado creadas por la Constitución Política de 1991. Se trata de un marco normativo que contempla las disposiciones esenciales que se deben aplicar en la ejecución de las sanciones penales en forma humana y moderna acorde a los postulados señalados por la Carta Magna y las Organizaciones Internacionales defensoras de los Derechos Humanos.

## Organigrama

### Principales centros penitenciarios
| Abreviatura                        | Nombre Oficial |
| ---------------------------------- | --- |
| C.A.MI.S. E.R.E.                   | COLONIA AGRÍCOLA MÍNIMA SEGURIDAD - ESTABLECIMIENTO DE RECLUSIÓN ESPECIAL                                                                                    |
| E.P.M.S.C.                         | ESTABLECIMIENTO PENITENCIARIO DE MEDIANA SEGURIDAD Y CARCELARIO                                                                                              |
| E.P.M.S.                           | ESTABLECIMIENTO PENITENCIARIO DE MEDIANA SEGURIDAD |
| E.P.M.S.C. - R.M.                  | ESTABLECIMIENTO PENITENCIARIO DE MEDIANA SEGURIDAD Y CARCELARIO -RECLUSIÓN DE MUJERES                                                                        |
| E.P.M.S.C. -E.R.E.                 | ESTABLECIMIENTO PENITENCIARIO DE MEDIANA SEGURIDAD -ESTABLECIMIENTO DE RECLUSIÓN ESPECIAL                                                                    |
| E.P.M.S.C. -E.R.E. J.P.            | ESTABLECIMIENTO PENITENCIARIO DE MEDIANA SEGURIDAD Y CARCELARIO -ESTABLECIMIENTO DE RECLUSIÓN ESPECIAL JUSTICIA Y PAZ                                        |
| E.P.M.S.C. - J.P                   | ESTABLECIMIENTO PENITENCIARIO DE MEDIANA SEGURIDAD Y CARCELARIO - JUSTICIA Y PAZ                                                                             |
| E.P.M.S.C. - C.M.S                 | ESTABLECIMIENTO PENITENCIARIO DE MEDIANA SEGURIDAD Y CARCELARIO - CAMPAMENTO DE MÍNIMA SEGURIDAD                                                             |
| E.P.A.M.S.                         | ESTABLECIMIENTO PENITENCIARIO DE ALTA Y MEDIANA SEGURIDAD |
| E.P.A.M.S.-C.A.S.                  | ESTABLECIMIENTO PENITENCIARIO DE ALTA Y MEDIANA SEGURIDAD Y CARCELARIO DE ALTA SEGURIDAD                                                                     |
| E.P.A.M.S.-C.A.S. JP               | ESTABLECIMIENTO PENITENCIARIO DE ALTA Y MEDIANA SEGURIDAD Y CARCELARIO DE ALTA SEGURIDAD-JUSTICIA Y PAZ                                                      |
| E.P.A.M.S.-C.A.S. - E.R.E. - J. P. | ESTABLECIMIENTO PENITENCIARIO DE ALTA Y MEDIANA SEGURIDAD - CARCELARIO DE ALTA SEGURIDAD -ESTABLECIMIENTO DE RECLUSIÓN ESPECIAL - PABELLÓN DE JUSTICIA Y PAZ |
| E.P.A.M.S.- C.A.S. - E.R.E.        | ESTABLECIMIENTO PENITENCIARIO DE ALTA Y MEDIANA SEGURIDAD - CARCELARIO DE ALTA SEGURIDAD -ESTABLECIMIENTO DE RECLUSIÓN ESPECIAL                              |
| E.P.A.M.S. - P.C. - E.R.E.         | ESTABLECIMIENTO PENITENCIARIO DE ALTA Y MEDIANA SEGURIDAD - PABELLÓN CARCELARIO -ESTABLECIMIENTO DE RECLUSIÓN ESPECIAL                                       |
| E.P.C.                             | ESTABLECIMIENTO PENITENCIARIO Y CARCELARIO |
| E.P.C. E.R.E. J.P.                 | ESTABLECIMIENTO PENITENCIARIO Y CARCELARIO-ESTABLECIMIENTO DE RECLUSIÓN ESPECIAL Y PABELLÓN Justicia Y PAZ                                                   |
| E.P.                               | ESTABLECIMIENTO PENITENCIARIO |
| E.C.                               | ESTABLECIMIENTO CARCELARIO |
| E.C. - E.R.E.                      | ESTABLECIMIENTO CARCELARIO - ESTABLECIMIENTO DE RECLUSIÓN ESPECIAL                                                                                           |
| E.C. - P.A.S. - P.S.M. - JP.       | ESTABLECIMIENTO CARCELARIO - PABELLÓN DE ALTA SEGURIDAD Y PABELLÓN DE SALUD MENTAL - JUSTICIA Y PAZ                                                          |
| E.C. - J.P.                        | ESTABLECIMIENTO CARCELARIO - JUSTICIA Y PAZ |
| E.R.E.                             | ESTABLECIMIENTO DE RECLUSIÓN ESPECIAL |
| R.M.                               | RECLUSIÓN MUJERES |
| R.M. - P.A.S. E.R.E.               | RECLUSIÓN MUJERES - PABELLÓN DE ALTA SEGURIDAD - ESTABLECIMIENTO DE RECLUSIÓN ESPECIAL                                                                       |
| COMPLEJO                           | COMPLEJO CARCELARIO Y PENITENCIARIO |

### Sedes regionales
A nivel administrativo, el Instituto se encuentra subdividido en una Dirección General y seis direcciones regionales. Las Direcciones Regionales tienen como sede las ciudades de: Bogotá, Cali, Barranquilla, Bucaramanga, Medellín y Pereira, sus ubicaciones son:
| Regional            | Ciudad   | Dirección                  |
| ------------------- | -------- | -------------------------- |
| Central (Principal) | Bogotá   | Cra 10 No.15-22            |
| Norte               | B/quilla | Cra 58 No 72-76            |
| Oriental            | B/manga  | Cra 36 n.º 51-80           |
| Occidente           | Calí     | Calle 22 Norte n.º 3N – 49 |
| Noroeste            | Medellín | Calle 53 n.º 49-30         |
| Viejo Caldas        | Pereira  | Cra 7 Bis n.º 18B-31       |

## Cuerpo de Custodia y Vigilancia Penitenciaria
El Cuerpo de Custodia y Vigilancia Penitenciaria y Carcelaria Nacional (CCV) está compuesto por Oficiales, Suboficiales, Dragoneantes, Alumnos y los Bachilleres Auxiliares que presten el servicio militar en la Institución.
Las categorías de oficiales, Suboficiales, Dragoneantes, Alumnos y Auxiliares de Guardia comprenden los siguientes grados:

### Oficiales

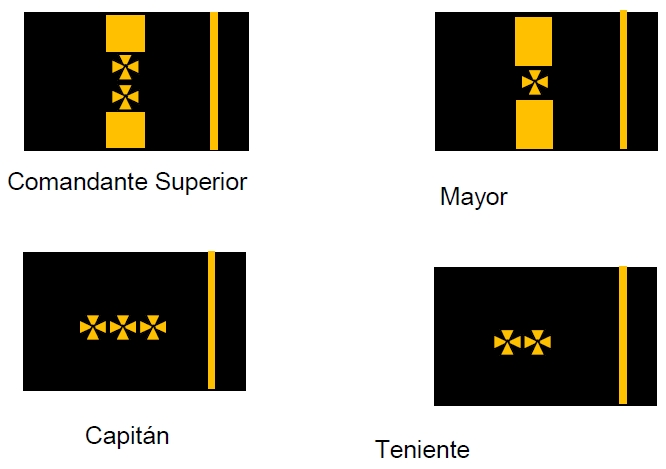
Presillas para uniforme de calle Oficiales

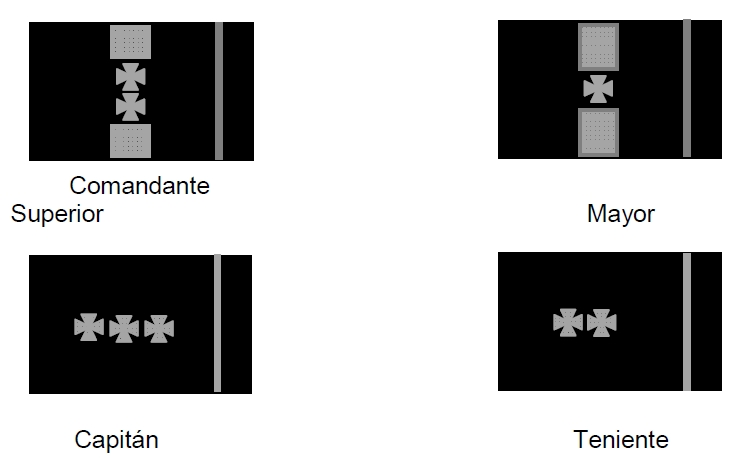
Presillas para uniforme de fatiga Oficiales

Son oficiales, los egresados de la Escuela Penitenciaria Nacional, formados y capacitados para comandar la vigilancia penitenciaria y carcelaria, dirigir, coordinar y responder por los servicios de orden, seguridad y disciplina en los establecimientos penitenciarios y carcelarios y garantizar el normal desarrollo de las actividades en las dependencias del Instituto. Así mismo, los profesionales con título de formación universitaria conforme a las normas de educación superior vigentes en todo tiempo, con el fin de aplicar sus conocimientos profesionales en el servicio penitenciario y carcelario.

#### Jerarquía
1. Comandante Superior
2. Mayor
3. Capitán
4. Teniente
5. Inspector Jefe o Sargento
6. Inspector o Cabo
7. Distinguido
8. Dragoneante
9. Estudiante
10. Auxiliar del cuerpo de custodia

#### Clasificación
Los Oficiales del Cuerpo de Custodia y Vigilancia Penitenciaria y Carcelaria Nacional, según sus funciones tienen la siguiente clasificación:

##### Oficiales de Seguridad
Son oficiales de Seguridad los egresados de la Escuela Nacional Penitenciaria, encargados de la vigilancia y seguridad de los establecimientos penitenciarios y carcelarios nacionales que tienen como misión dirigir, coordinar y responder por los servicios de orden, seguridad y disciplina en los establecimientos de reclusión y de garantizar el normal desarrollo de sus actividades, ejerciendo con eficiencia y eficacia el mando sobre el personal bajo sus órdenes.

##### Oficiales Logísticos
Son Oficiales Logísticos del Cuerpo de Custodia y Vigilancia Penitenciaria y Carcelaria Nacional, los profesionales con título de formación universitaria debidamente reconocido por el ICFES conforme a las normas de educación superior vigentes en todo tiempo, escalafonados en la carrera penitenciaria, previa aprobación del curso de orientación, con el propósito de ejercer su profesión necesaria para la administración de los recursos del Instituto Nacional Penitenciario y Carcelario, INPEC, y para desarrollar programas de industrialización y mejoramiento de la infraestructura; o los Oficiales de Seguridad que habiendo obtenido el referido título profesional, solicitan al director general del Instituto servir de apoyo logístico, el cual podrá aprobar el cambio de clase. Quienes obtengan dicho cambio no podrán pertenecer nuevamente a la clase de seguridad.

##### Oficiales de Tratamiento Penitenciario
Son Oficiales de tratamiento penitenciario, los profesionales con título universitario reconocido por el ICFES en las áreas de: Derecho, Psiquiatría, Psicología, Pedagogía, Medicina, Trabajo Social, Antropología, Criminología y demás disciplinas que se consideren necesarias como apoyo a los Consejos de Evaluación y Tratamiento y grupos colegiados interdisciplinarios, con el objeto de que se cumpla la finalidad de la detención preventiva y del tratamiento penitenciario; o los Oficiales de Seguridad que habiendo obtenido el referido título profesional, solicitan al director general del Instituto servir de apoyo a los agentes de tratamiento, el cual podrá aprobar el cambio de clase. Quienes obtengan dicho cambio no podrán pertenecer a la clase de seguridad.

### Suboficiales

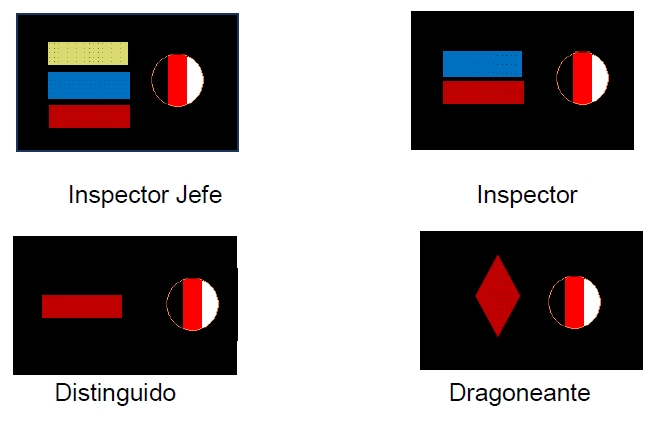
Presillas para uniforme de calle Suboficiales y Dragoneantes

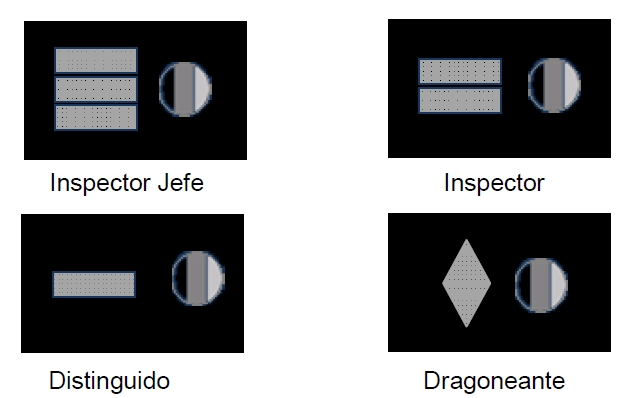
Presillas para uniforme de fatiga Suboficiales y Dragoneantes

Son suboficiales los dragoneantes que hayan recibido y superado los cursos de la Escuela Penitenciaria Nacional, preparados y capacitados, para que ejerzan las funciones de apoyo, cooperación y ejecución de los órdenes del servicio de los Oficiales, en los aspectos de orden, seguridad, disciplina, resocialización y administración.

#### Jerarquía
1. Inspector Jefe
2. Inspector

### Dragoneantes

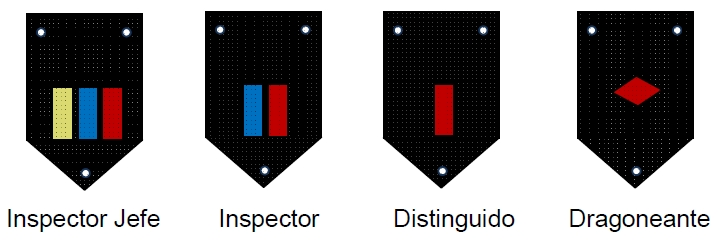
Jinetas para el uniforme de gala Suboficiales y Dragoneantes

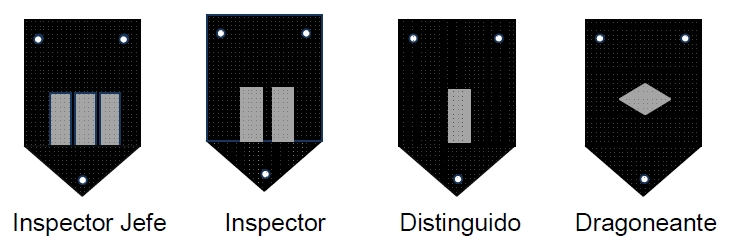
Jinetas para uniforme de fatiga Suboficiales y Dragoneantes

Son Dragoneantes los egresados de la Escuela Penitenciaria Nacional, que hayan aprobado el curso de formación y hubieren sido propuestos por su Director para ejercer funciones de base, seguridad, resocialización, disciplina y orden de los establecimientos penitenciarios y carcelarios, los cuales tendrán la obligación de cumplir las órdenes relativas al servicio y a las funciones de los Directores Regionales del Instituto, Subdirectores de centros de reclusión, de los oficiales y suboficiales del Cuerpo de Custodia y Vigilancia Penitenciaria y Carcelaria.

#### Jerarquía
1. Distinguidos
2. Dragoneantes

##### Distinguidos
Son distinguidos los Dragoneantes que con un tiempo mínimo de dos (2) años de servicio han sobresalido por sus calidades profesionales y requisitos cumplidos, están capacitados para continuar ejerciendo las funciones de base, seguridad y orden de los establecimientos penitenciarios y carcelarios.
Los aspirantes a Distinguidos serán propuestos por los respectivos Comandantes de Vigilancia Regionales a consideración de las comisiones regionales de personal, quienes evaluarán sus méritos y mediante acta las remitirán a la Dirección General del Instituto Nacional Penitenciario y Carcelario, INPEC, para su aprobación y nombramiento. Esta distinción no constituye grado en la carrera y será reglamentada por la Dirección General del Instituto.

### Alumnos y Auxiliares de Guardia

#### Jerarquía académica
1. Alumnos aspirantes a Dragoneantes
2. Servicio militar de bachilleres

##### Alumnos aspirantes a Dragoneantes
Aspirantes al cargo de Dragoneante, o incorporación directa a Oficiales y ascensos.

##### Alumnos Bachilleres
Los bachilleres podrán cumplir su servicio militar en el Instituto Nacional Penitenciario y Carcelario, INPEC, como Auxiliares del cuerpo de custodia y vigilancia de Guardia, distribuidos en los diferentes centros de reclusión, previo convenio entre el Instituto Nacional Penitenciario y Carcelario, INPEC, y el Ministerio de Defensa, después de haber aprobado el respectivo curso de formación en la Escuela Penitenciaria Nacional o en las Regionales.

### Grupos Penitenciarios Especiales

#### Comando Operativo de Remisiones de Especial Seguridad
El CORES es un grupo destinado a reforzar traslados masivos o remisiones especiales cuando se trate de reclusos que revisten un alto grado de seguridad o de connotación nacional. 

#### Comando de Reacción Inmediata
El CRI es un grupo que cumple la función de planear, ejecutar y apoyar operativos de seguridad especiales tanto de orden preventivo como para afrontar situaciones que atenten contra el orden público penitenciario tales como motines, actos violentos, tomas por grupos armados y demás que se requieran. Además de esto, realizan operaciones tendentes a retomar el control y orden en los establecimientos carcelarios donde se hayan presentado percances. Llevan a cabo actividades como antimotines, requisa de internos e instalaciones carcelarias, rescate de funcionarios o cualquier persona que haya sido retenida por la fuerza en calidad de rehén o secuestrados por los internos. Fortalecen la vigilancia de los pabellones de alta y máxima seguridad de los diferentes establecimientos carcelarios del país.

#### Guías Caninos
encargados de apoyar requisas en el interior de los establecimientos y la incautación de sustancias psicoactivas, seguida de incautación de dinero, equipos de telefonía celular y sustancias explosivas y artefactos explosivos, al igual que municiones y neutralización de amotinamientos con ejemplares caninos de choque.

#### Policía Judicial
Los miembros del Cuerpo de Custodia y Vigilancia Penitenciaria Nacional podrán ejercer funciones de Policía Judicial en los casos de flagrancia delictiva exclusivamente, al interior de los centros de reclusión, o dentro del espacio penitenciario o carcelario respectivo como igualmente proceder a la captura de prófugos, de conformidad con lo establecido en el Código de Procedimiento Penal.

## Uniformes
Mediante Resolución 11824 del 21 de septiembre de 2010, se adoptó el Manual de uniformes, insignias, distintivos y condecoraciones para el personal del Cuerpo de Custodia y Vigilancia del Instituto Nacional Penitenciado y Carcelario INPEC, código MNUI 012-10 V0.
Mediante Resolución 00070 del 17 de enero de 2013, se adoptó el Manual de Identidad Visual del INPEC, por lo cual se hace necesario realizar la actualización al Manual de uniformes, insignias, distintivos y condecoraciones para el personal del Cuerpo de Custodia y Vigilancia del Instituto Nacional Penitenciado y Carcelario INPEC.

### Gala
- Gala Oficiales

- Gala Suboficiales y Dragoneantes

### Servicio
Uniforme elaborado en tela azul pixelado para: Oficial, Suboficial, Distinguido y Dragoneante ambos géneros; formado por Camisa tipo guayabera y pantalón, estará confeccionado conforme a diseño y normas establecidas.

### Integrantes del CRI y CORES
Uniforme Camuflado elaborado en tela color negro con pintas gris oscuro, de uso exclusivo para el personal del Cuerpo Custodia y Vigilancia que integra el Comando de Reacción Inmediata CRI y el Comando Operativo de Remisiones de Especial Seguridad ambos géneros, durante el desarrollo de operativos especiales.